# خام

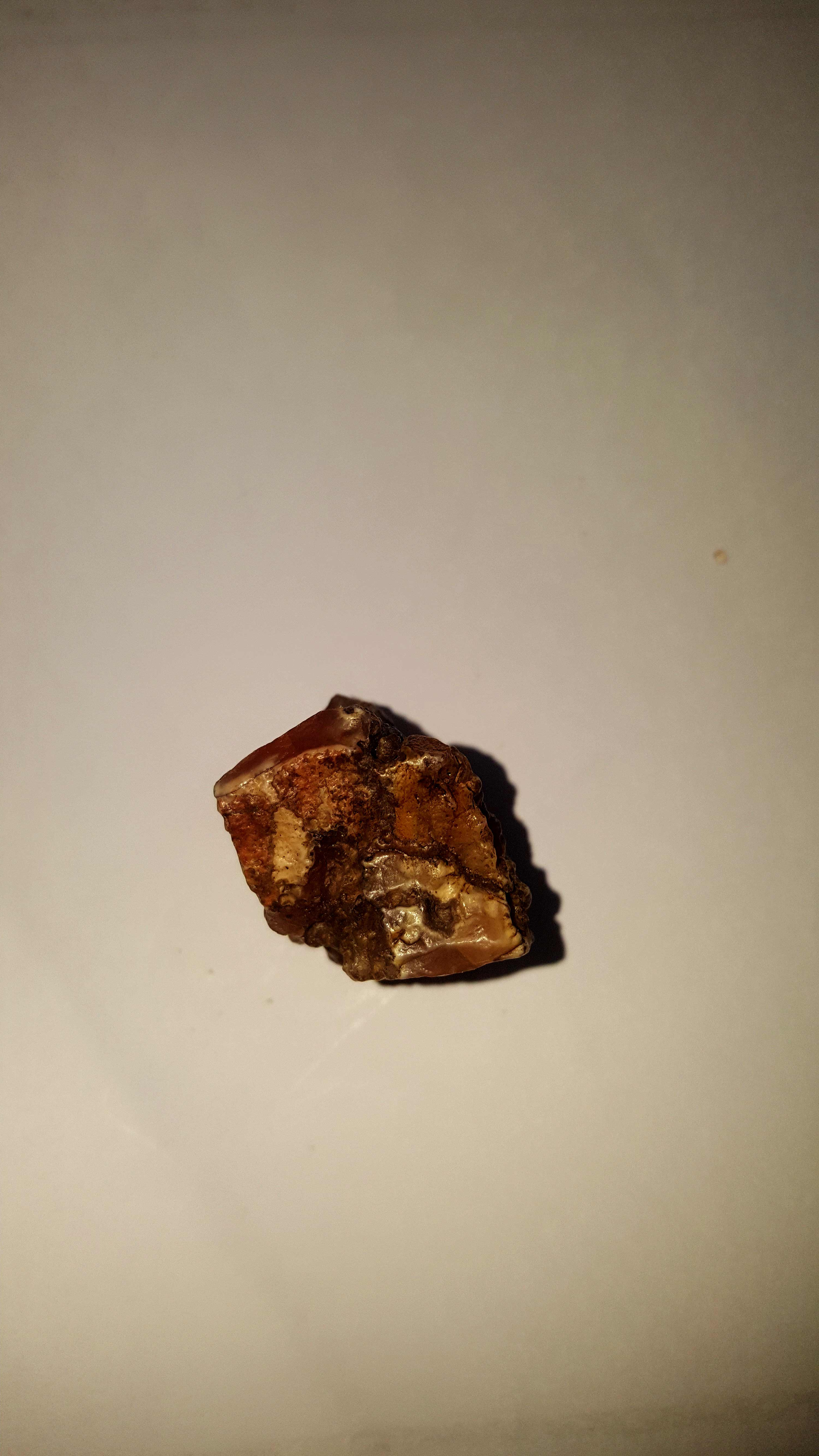
ياقوت خام

الخام (ملاحظة 1) نوع من الصخور الحاوية على المعادن التي تكون حاوية في تركيبها على الفلزات.
يحصل على الخامات بالتعدين في باطن الأرض أو على سطحها. ويسمى المعدن خاما إذا كان يحوي ما يكفي من مادة مفيدة يمكن بيعها وتحقيق أرباح منها ومعظم الفلزات التي يستخدمها الإنسان مصدرها الخامات الحديد المستخدم في صناعة الفولاذ مثلا هو من معدن الهيماتيت والرصاص المستخدم في البطاريات من معدن الجالينا والماغنيسيوم المستخدم في الفيتامينات من معدن الدوموليت ويتم استخراج هذه الفلزات من الأرض بطريقة تسمى التعدين

## معالجة الخامات
بعد استخراج الخام يجب معالجته للحصول على المعدن أو العنصر المطلوب. فللحصول على على النحاس مثلا يصهر الخام ثم ينقى للتخلص من المعادن غير المرغوب فيها.

## هوامش
- ملاحظة 1 المرادفات: أو الخامة[1] أو الرِّكَاز[1][5][6]